# Izumi Sakai
Izumi Sakai (jap. 坂井 泉水 Sakai Izumi), właściwie Sachiko Kamachi (jap. 蒲池 幸子 Kamachi Sachiko; ur. 6 lutego 1967 w Hiratsuce – zm. 27 maja 2007 w Shinjuku, Tokio) – piosenkarka j-popowa i autorka tekstów.

## Kariera
Karierę rozpoczęła od zdobycia tytułu „królowej karaoke” Toei Company oraz występów w reklamach w telewizji komercyjnej. W 1991 roku została wokalistką zespołu Zard, z którym osiągnęła największą popularność, nagrywając między innymi piosenki do filmów i seriali anime.
W 2006 roku wykryto u wokalistki raka szyjki macicy. Mimo hospitalizacji i chemioterapii doszło u niej do przerzutów na płuca. Zginęła 27 maja 2007 roku na skutek urazu głowy po upadku z wysokości trzech metrów z podjazdu do użytku w nagłych wypadkach na terenie szpitala. Świadków nie było, ciało znaleziono wcześnie rano.